# Madonna Poldi Pezzoli
La Madonna Poldi Pezzoli (Madonna con Bambino addormentato) è un dipinto tempera su tela (43x35 cm) di Andrea Mantegna, databile al 1490-1500 circa e conservato nel Museo Poldi Pezzoli di Milano.

## Storia
La tela viene in genere datata all'ultimo decennio del XV secolo, dopo il viaggio a Roma dell'artista, tramite confronti con altre opere simili, che hanno analogie tecniche e formali. In particolare si tratta dell'affioramento della tela, a trama finissima, sotto alcuni strati di colore particolarmente sottili, come si vede nelle zone più chiare.
Già nella collezione di Giovanni Morelli, il dipinto venne acquistato da Gian Giacomo Poldi Pezzoli poco dopo la metà del XIX secolo.

## Descrizione e stile
L'opera rientra in quel gruppo di Madonne col Bambino di piccolo formato di Mantegna, destinate alla devozione privata. Maria tiene in braccio il figlio appoggiandolo su un ginocchio e lo accarezza dolcemente con le mani, una delle quali, la destra, è scorciata in prospettiva, a conferma degli interessi illusionistici del maestro. In questa opera, come quella di Berlino o quella dell'Accademia Carrara di Bergamo, madre e figlio sono abbracciati in un gesto tenero e naturale, con i visi che si toccano, come in alcune opere di Donatello. L'espressione di Maria è pensierosa e malinconica, non felice, indice della sua consapevolezza della sorte tragica del figlio: lo stesso telo bianco che avvolge il figlio allude a una prefigurazione del sudario della Passione.
In questo caso l'unione tra i due è sottolineata dal velo della Vergine, in pesante stoffa blu, che avvolge entrambi, creando una densa massa pittorica senza spiragli ed amplificando il gesto protettivo della madre verso il figlio. Tale effetto è dato anche dalla spessa vernice giallastra che ricopre la tela, stesa da Giuseppe Molteni nel restauro del 1863. Lo sfondo è scuro, con due listelli laterali che simulano una cornice lapidea dietro la Vergine, uno stratagemma che serve per proiettare le figure sacre verso lo spazio dello spettatore. Alcune lumeggiature dorate sono presenti nella veste e tra i capelli della Vergine.
Il rimando alla scultura, come le opere simili di Donatello (si pensi alla Madonna Pazzi, oggetto di numerose repliche), è confermato dalle figure arrotondate e dal rilievo plastico con cui esse emergono dalla penombra.